# 白登山街道
白登山街道是中华人民共和国山西省大同市平城区下辖的一个街道。

## 建置沿革
- 2021年3月，设立白登山街道。原水泊寺乡的御东学府南、御东学府北2个社区居委会和金家湾、马家小、泉寺头、燕庄、西坟、东坟、梓家、古城、牛庄、肖家寨、海力11个村委会的行政区域为白登山街道的行政区域。[2]

- 2021年6月9日，成立2个社区（桐府、御华），同时按照人口和面积科学合理划分社区管理服务区域。[3]

## 行政区划
白登山街道下辖御东学府南、御东学府北2个社区居委会和金家湾、马家小、泉寺头、燕庄、西坟、东坟、梓家、古城、牛庄、肖家寨、海力11个村委会。
2021年6月9日优化调整后，白登山街道设11个村（金家湾村、马家小村、泉寺头村、燕庄村、西坟村、东坟村、梓家村、古城村、牛庄村、肖家寨村、海力村） 4个社区（御东学府南、御东学府北、桐府、御华）。